# Magyarkrucsó
Magyarkrucsó (szlovákul: Nižný Kručov, korábban Uherský Kručov) község Szlovákiában, az Eperjesi kerületben, a Varannói járásban.

## Fekvése
Varannótól 3 km-re északnyugatra, a Tapoly bal oldalán fekszik.

## Története
1327-ben említik először.
A 18. század végén Vályi András így ír róla: „KRUCSO. Magyar Krucso. vagy Krusso. Tót falu Zemplén Várm. földes Urai Szőgényi, és több Uraságok, lakosai elegyesek, fekszik Csicsóka, és Mernyikhez is közel, határja két nyomásbéli, kevés réttyeit Toplyavize néha károsíttya.”
Fényes Elek 1851-ben kiadott geográfiai szótárában így ír a faluról: „Krucsó, tót falu, Zemplén vmegyében, közel Varanóhoz, ut. p. Eperjes. Határa 920 hold, mellyből beltelek 44 h., szántóföld 581 h., rét 295 h., mellyből 6 3/8 telkes és 10 zsellér bir 150 h. szántóföldet, 60 h. rétet, 40 h. legelőt, a többi majorsági birtok, s tulajdonosai: Szögyényi Ferencz, Dienes István, és Fáy testvérek. Földe ollyan mint Komaróczé, de lakosai szegényebbek. Szögyényi Ferencz ur kertjét a hegyoldalban szőlővel ültette be. Lakja 260 romai, 35 g. kath., 2 evang., 25 zsidó, kath. fiók-templommal, Szögyényi és Dienes urak kőházaikkal. Határát a Tapoly nedvesíti.”
Borovszky Samu monográfiasorozatának Zemplén vármegyét tárgyaló része szerint: „Magyarkrucsó, tapolymenti tót kisközség 42 házzal és 183 róm. kath. vallású lakossal. Postája, távírója és vasúti állomása Varannó. A Krucsay család ősi birtoka. 1419-ben Habi György bírja, de 1560-ban már Krucsay Tamás a földesura. Azután a Vékeyek is kapnak itt részeket és 1570-ben Vékey Ferencz részét leánya, Csapy Gergelyné örökli. 1598-ban Krucsay Bálintnak, Bogár Tamásnak és Szabó Kelemen özvegyének van itt birtokuk. A XVI. és XVII. században Új-Krucsó néven is említik. Az újjab korban a Krucsaiak révén a Szögyény, Szikszay és Beszterczey családoké lett. A Keczereknek, Forgáchoknak, a Szikszayaknak, Kendecsyeknek, a Dieneseknek, a varannai pálosoknak és Fey Ignácznak is volt itt birtokuk, most pedig Dienes Lajos a birtokosa. A faluban levő régi úrilakot még a Szögyények építtették. Róm. kath. temploma 1796-ban épült. 1893-ban a Tapoly áradása sok kárt okozott a lakosoknak. E község közelében fekhetett 1420-ban az akkor említett Nádfő nevű falu, melynek birtokosai nagy részben az egykori krucsói urak voltak.”
A trianoni diktátumig Zemplén vármegye Varannói járásához tartozott.

## Népessége
| Év:            | 1994. | 2004.   | 2014.   | 2024.   |
| -------------- | ----- | ------- | ------- | ------- |
| Emberek száma: | 385   | 387     | 418     | 386     |
| Eltérés:       |       | +0,51 % | +8,01 % | -7,65 % |

| Év:            | 2023. | 2024.   |
| -------------- | ----- | ------- |
| Emberek száma: | 391   | 386     |
| Eltérés:       |       | -1,27 % |

1910-ben 177, túlnyomórészt szlovák lakosa volt.
2001-ben 392 lakosából 389 szlovák volt.
2011-ben 417 lakosából 408 szlovák.